# Stig Rästa
Raul-Stig Rästa, född 24 februari 1980 i Tallinn, Estniska SSR, Sovjetunionen, är en estnisk sångare och låtskrivare. 
Rästa är mest känd för sin medverkan i  Eurovision Song Contest 2015, där han tillsammans med sångerskan Elina Born framförde bidraget Goodbye to Yesterday 
Han har även varit med och skrivit Estlands bidrag 2016.
Rästa har varit med banden Slobodan River, Traffic och Outloudz och kom på fjärde plats i Estlands motsvarighet till Let's Dance 2011.

## Diskografi

### Singlar
- 2015 - "Goodbye to Yesterday" (med Elina Born)